# Linha Mita
A Linha Toei Mita (都営地下鉄三田線, Toei Chikatetsu Mita-sen) é uma linha do Metrô de Tóquio no Japão operado pelo Gabinete de Transportes da Metrópole de Tóquio (Toei). Ela liga a estação Meguro à estação Nishi-Takashimadaira. Com uma extensão de 26,5 km, atravessa Tóquio do sul ao noroeste passando nos distritos de Shinagawa, Minato, Chiyoda, Bunkyō, Toshima e Itabashi. É também conhecida como Linha 6. Nos mapas, a linha é de cor azul e identificada pela letra I.

## História
O primeiro trecho da linha foi inaugurada em 27 de dezembro de 1968 entre Sugamo e Takashimadaira. Em 30 de junho de 1972, a linha foi estendida de 7,3 km para o sul até Hibiya e depois de 3,3 km até Mita em 27 de novembro de 1973. A extensão para o norte para Nishi-Takashimadaira foi concluída em 6 de maio de 1976. Em 26 de setembro de 2000, o último segmento de 4 km de Mita a Meguro foi inaugurada e serviços interconectados com a linha Meguro da Tōkyū foram lançados.

## Interconexão
A linha é interligada em Meguro com a linha Meguro da companhia Tōkyū.

## Estações
A linha conta com 27 estações, identificadas de I-01 a I-27. As estações I-22 a I-27 estão localizadas na superfície.
| Número | Estação               | Nome japonês | Distância (km) | Correspondências | Distrito  |
| ------ | --------------------- | ------------ | -------------- | --- | --------- |
| I-01   | Meguro                | 目黒         | 0              | JR East : Yamanote Tōkyū : Meguro (interconexão) Tokyo Metro : Namboku                                               | Shinagawa |
| I-02   | Shirokanedai          | 白金台       | 1,3            | Tokyo Metro : Namboku                                                                                                | Minato    |
| I-03   | Shirokane-Takanawa    | 白金高輪     | 2,3            | Tokyo Metro : Namboku                                                                                                | Minato    |
| I-04   | Mita                  | 三田         | 4,0            | Toei : Asakusa JR East : Keihin-Tōhoku (a Tamachi), Yamanote (a Tamachi)                                             | Minato    |
| I-05   | Shibakōen             | 芝公園       | 4,6            | | Minato    |
| I-06   | Onarimon              | 御成門       | 5,3            | | Minato    |
| I-07   | Uchisaiwaichō         | 内幸町       | 6,4            | | Chiyoda   |
| I-08   | Hibiya                | 日比谷       | 7,3            | Tokyo Metro : Chiyoda, Hibiya, Yūrakuchō (a Yūrakuchō) JR East : Keihin-Tōhoku (a Yūrakuchō), Yamanote (a Yūrakuchō) | Chiyoda   |
| I-09   | Ōtemachi              | 大手町       | 8,2            | Tokyo Metro : Chiyoda, Hanzomon, Marunouchi, Tozai                                                                   | Chiyoda   |
| I-10   | Jimbōchō              | 神保町       | 9,6            | Toei : Shinjuku Tokyo Metro : Hanzomon                                                                               | Chiyoda   |
| I-11   | Suidōbashi            | 水道橋       | 10,6           | JR East : Chūō-Sōbu                                                                                                  | Bunkyo    |
| I-12   | Kasuga                | 春日         | 11,3           | Toei : Oedo Tokyo Metro : Marunouchi (a Kōrakuen), Namboku (a Kōrakuen)                                              | Bunkyo    |
| I-13   | Hakusan               | 白山         | 12,7           | | Bunkyo    |
| I-14   | Sengoku               | 千石         | 13,7           | | Bunkyo    |
| I-15   | Sugamo                | 巣鴨         | 14,6           | JR East : Yamanote                                                                                                   | Toshima   |
| I-16   | Nishi-Sugamo          | 西巣鴨       | 16,0           | Toei : Toden Arakawa (a Shin-Koshinzuka)                                                                             | Toshima   |
| I-17   | Shin-Itabashi         | 新板橋       | 17,0           | JR East : Saikyō (a Itabashi)                                                                                        | Itabashi  |
| I-18   | Itabashi-Kuyakushomae | 板橋区役所前 | 17,9           | | Itabashi  |
| I-19   | Itabashi-Honchō       | 板橋本町     | 19,1           | | Itabashi  |
| I-20   | Motohasunuma          | 本蓮沼       | 20,0           | | Itabashi  |
| I-21   | Shimura-Sakaue        | 志村坂上     | 21,1           | | Itabashi  |
| I-22   | Shimura-sanchōme      | 志村三丁目   | 22,0           | | Itabashi  |
| I-23   | Hasune                | 蓮根         | 23,2           | | Itabashi  |
| I-24   | Nishidai              | 西台         | 24,0           | | Itabashi  |
| I-25   | Takashimadaira        | 高島平       | 25,0           | | Itabashi  |
| I-26   | Shin-Takashimadaira   | 新高島平     | 25,7           | | Itabashi  |
| I-27   | Nishi-Takashimadaira  | 西高島平     | 26,5           | | Itabashi  |